# 红枝枸杞
红枝枸杞（学名：Lycium dasystemum var. rubricaulium）为茄科枸杞属下新疆枸杞的一个变种。

## 扩展阅读
- 維基物種上的相關：红枝枸杞